# Développement à faible impact

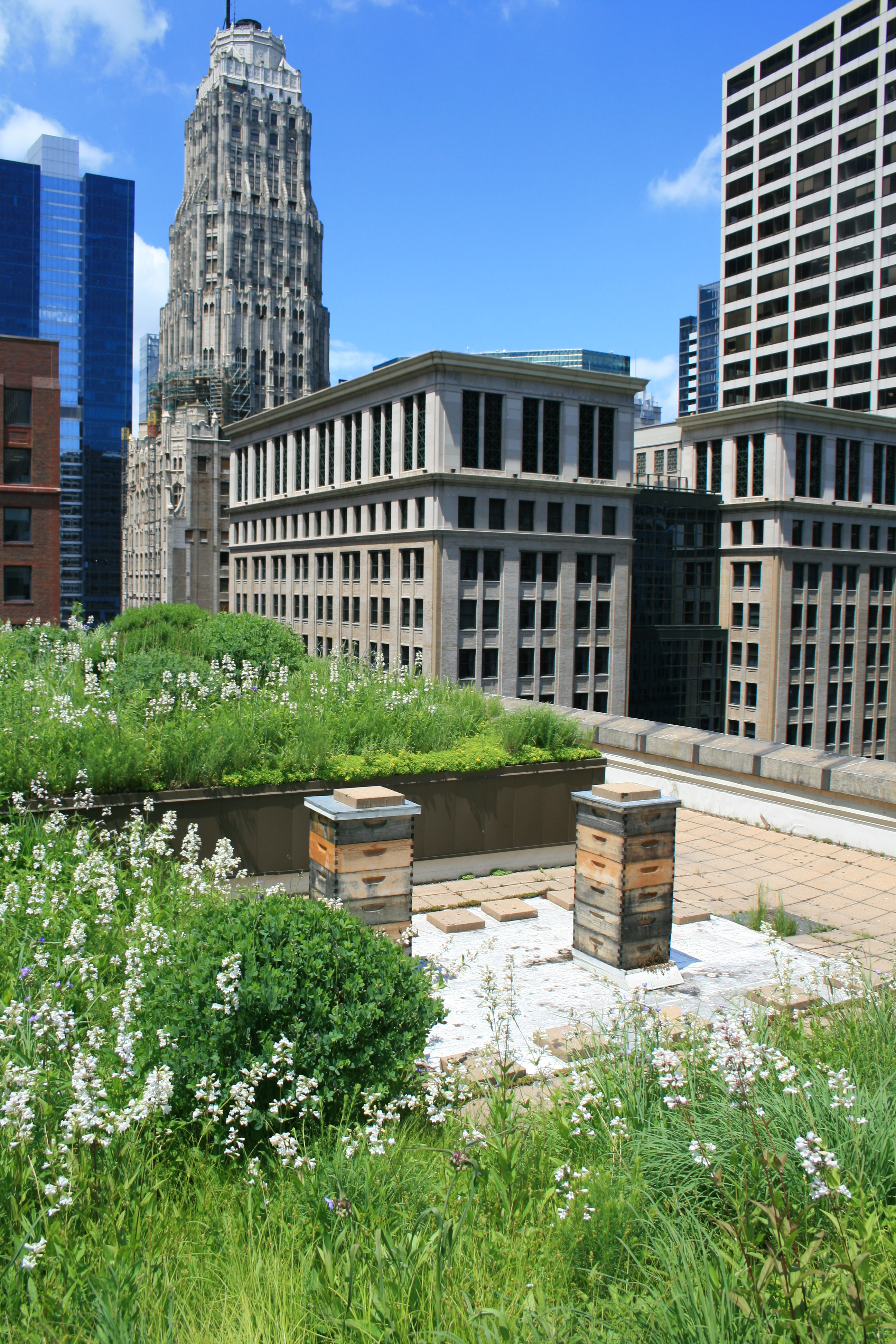
Un toit vert installé à l'hôtel de ville de Chicago

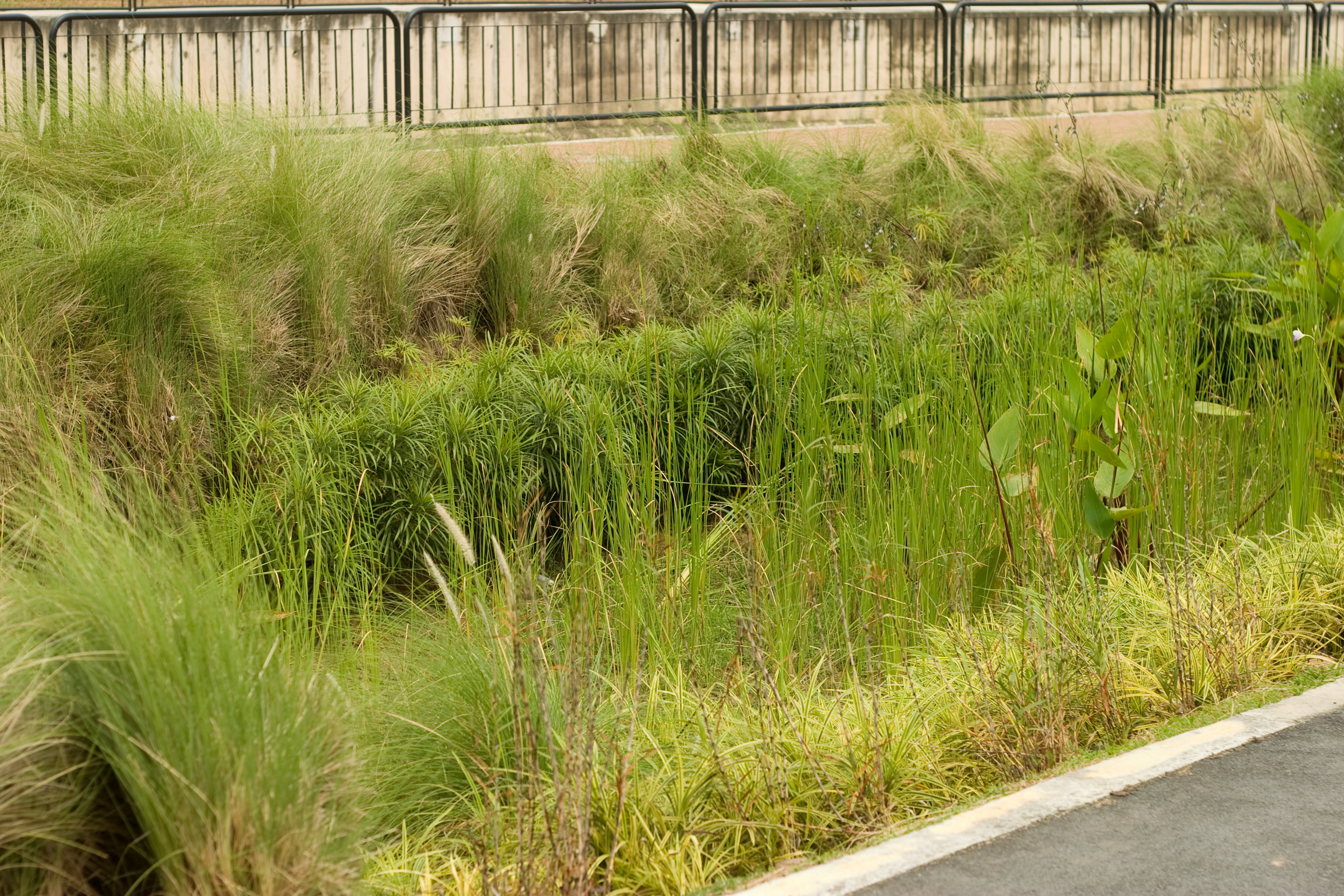
Jardin de pluie

Le développement à faible impact est un terme employé au Canada et aux États-Unis pour décrire une approche d'aménagement du territoire et d'intégration de techniques alternative de gestion des eaux de ruissellement urbain. Le développement à faible impact met l'accent sur la protection de l'eau et les techniques naturelles de filtration du site pour protéger la qualité de l'eau. Cette approche met en œuvre des contrôles hydrologiques à petite échelle conçus pour reproduire le régime hydrologique de développement des bassins versants en infiltrant, filtrant, stockant, évaporant et retenant le ruissellement près de sa source. Les investissements dans les infrastructures vertes ont une multiplicité de cobénéfices et permettent de renforcer la résilience des villes.

## Cinq principes de développement à faible impact
Il existe cinq exigences fondamentales en matière de conception pour LID.
1. Conserver les espaces naturels dans la mesure du possible : éviter l'artificialisation ;
2. Minimiser l'impact du développement économique sur l'hydrologie ;
3. Favoriser l'infiltration et limiter le ruissèlement ;
4. Disperser les pratiques de gestion intégrée sur l'ensemble de votre site. sont des contrôles décentralisés à micro échelle qui s'infiltrent, stockent, s'évaporent et/ou retiennent le ruissellement près de la source ;
5. Mettre en œuvre des programmes de prévention de la pollution, d'entretien adéquat et d'éducation du public[3].

## Limites
Les zones urbaines sont particulièrement susceptibles de créer des obstacles aux pratiques de développement à faible impact. 
Il s'agit :
- D'un manque de lieux appropriés pour les installations de développement à faible impact dans des structures existantes.
- De l'absence de normes de conception qui permettent la généralisation du concept.
- Du manque de connaissances sur la technologie parmi les gouvernements locaux et les résidents.
- De performances variées en raison du manque de compréhension de la différence climatique[4],[5]

## Avantages
Le développement à faible impact présente de multiples avantages :
- la protection des habitats des animaux
- l'amélioration de la gestion du ruissellement et des inondations
- la réduction des surfaces imperméables.

- améliore la qualité des eaux souterraines par infiltration.

Le développement à faible impact est une manière d'atténuer le phénomène d'îlot de chaleur urbain grâce à la désimperméabilisation.